# Pádraig Rice

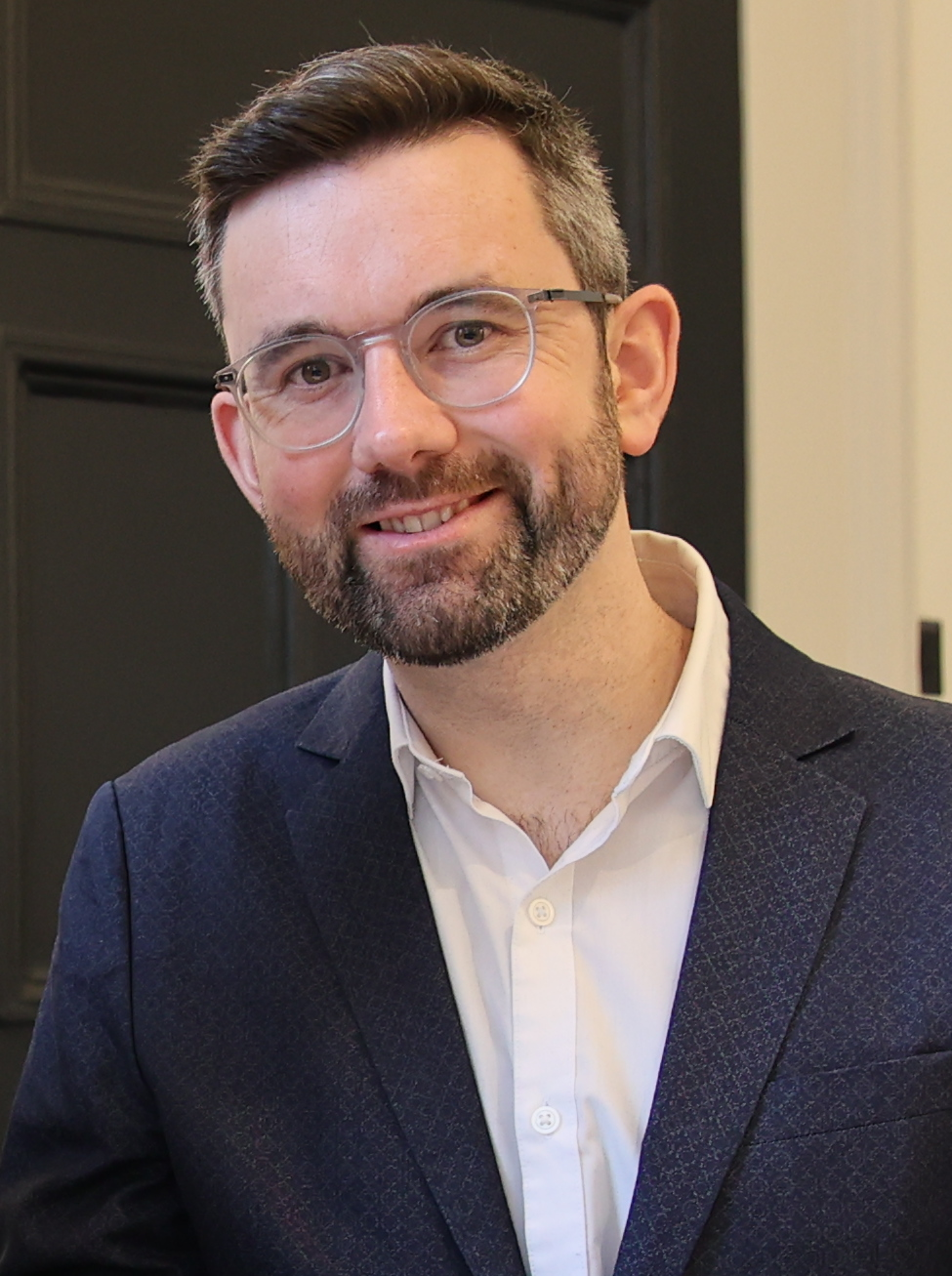
Pádraig Rice (2023)

Pádraig Rice (* 1990) ist ein irischer Politiker der Social Democrats (Daonlathaigh Shóisialta), der seit 2024 Mitglied (Teachta Dála) des Dáil Éireann, des Unterhauses des Parlaments (Oireachtas), ist.

## Leben
Pádraig Rice wuchs in Camp auf. Er studierte am University College Dublin und machte einen Abschluss in internationaler Entwicklungs- und Ernährungspolitik. Rice schloss ein Studium der Politikwissenschaften an der University of Oxford ab und erwarb im Anschluss einen rechtswissenschaftlichen Abschluss am University College Cork. Er engagierte sich in der LGBTQI+-Bewegung.
Im Juni 2024 wurde er in den Cork City Council gewählt. Erfolgreich war er sodann bei den Wahlen zum Dáil Éireann 2024, als er im Wahlkreis Cork South-Central als Kandidat der Social Democrats antrat und knapp einen Sitz errang.

## Privates
Pádraig Rice lebt mit seinem Ehemann Aaron O’Sullivan in Ballyphehane.